# Мулумбу, Юссуф
Юссуф Мулумбу (фр. Youssouf Mulumbu; 25 февраля 1987, Киншаса, Заир) — конголезский футболист, полузащитник клуба «Сент-Элуа Лупопо» и сборной ДР Конго.

## Клубная карьера
Мулумбу — воспитанник французского клуба «Пари Сен-Жермен», за который он играл в 2004—2009 годах. В сезоне 2007/08 отдавался в аренду в клуб «Амьен».
1 февраля 2009 года за 450 тысяч евро перешёл в английский клуб «Вест Бромвич Альбион», заключив однолетний контракт. 11 апреля в матче против «Портсмута» дебютировал в английской Премьер-лиге. В 2010 году помог «дроздам» вернуться в Премьер-Лигу. А уже 23 октября в матче против «Фулхэма» забил первый гол в чемпионате Англии. В этом сезоне Мулумбу был признан лучшим игроком года по мнению фанатов, 25 июля 2011 года подписал новый контракт на 4 года с правом продления на 1 год.
1 июля 2015 года перешёл в «Норвич Сити». Но уже 3 августа в товарищеском матче против «Брентфорда» получил серьёзное повреждение плюсны, таким образом пропустил большую часть матчей первого круга.
В 2018 году Мулумбу перешёл в шотландский «Селтик».

## Международная карьера
26 марта 2008 года в товарищеском матче против сборной Алжира дебютировал за сборную ДР Конго. 14 октября 2012 года в отборочном матче к кубку африканских наций против сборной Экваториальной Гвинеи забил первый гол за сборную. В 2015 году в составе сборной стал бронзовым призёром кубка африканских наций. На турнире сыграл против сборных Замбии и Кабо-Верде.

## Статистика
| Сезон           | Клуб                 | Дивизион        | Лига  | Лига | Кубок | Кубок | Континентальные | Континентальные | Всего | Всего |
| Сезон           | Клуб                 | Дивизион        | Матчи | Голы | Матчи | Голы  | Матчи           | Голы            | Матчи | Голы  |
| --------------- | -------------------- | --------------- | ----- | ---- | ----- | ----- | --------------- | --------------- | ----- | ----- |
| 2006/07         | Пари Сен-Жермен      | Лига 1          | 12    | 0    | 0     | 0     | 0               | 0               | 12    | 0     |
| 2007/08         | Пари Сен-Жермен      | Лига 1          | 1     | 0    | 0     | 0     | 0               | 0               | 1     | 0     |
| 2007/08         | Амьен (аренда)       | Лига 2          | 23    | 1    | 0     | 0     | 0               | 0               | 23    | 1     |
| 2008/09         | Вест Бромвич Альбион | Премьер-лига    | 6     | 0    | 0     | 0     | 0               | 0               | 6     | 0     |
| 2009/10         | Вест Бромвич Альбион | Чемпионшип      | 40    | 3    | 6     | 0     | 0               | 0               | 46    | 3     |
| 2010/11         | Вест Бромвич Альбион | Премьер-лига    | 34    | 6    | 0     | 0     | 0               | 0               | 34    | 6     |
| 2011/12         | Вест Бромвич Альбион | Премьер-лига    | 35    | 1    | 1     | 0     | 0               | 0               | 36    | 1     |
| 2012/13         | Вест Бромвич Альбион | Премьер-лига    | 28    | 2    | 2     | 0     | 0               | 0               | 30    | 2     |
| 2013/14         | Вест Бромвич Альбион | Премьер-лига    | 37    | 2    | 1     | 0     | 0               | 0               | 38    | 2     |
| 2014/15         | Вест Бромвич Альбион | Премьер-лига    | 17    | 0    | 4     | 0     | 0               | 0               | 21    | 0     |
| 2015/16         | Норвич Сити          | Премьер-лига    | 5     | 0    | 1     | 0     | 0               | 0               | 6     | 0     |
| Всего в карьере | Всего в карьере      | Всего в карьере | 238   | 15   | 15    | 0     | 0               | 0               | 253   | 15    |